# 임은정 (성우)
임은정(1957년 2월 24일 ~ )은 대한민국의 성우이다. 1979년 TBC에 입사했으며, 언론통폐합으로 현재는 KBS 15기로 분류된다. 한국방송 성우극회 소속이다.

## 출연 작품

### 애니메이션
- 4차원 탐정 똘비(KBS) - 고보람
- 개구리 중사 케로로(투니버스) - 케로로 엄마
- 거북이 특공대(SBS) - 에이프릴(나중)
- 결계사(투니버스) - 유키무라 토키코
- 기파이터 태랑(MBC) - 티플
- 꼬마탐정 가제트(SBS) - 헤더 요원
- 꾸러기 로보컴(KBS) - 샛별(샤키)
- 나나의 환상여행(SBS) - 루미
- 날아라 번개호(SBS)
- 달의 요정 세일러문(챔프) - 퀸 세레니티
- 도라에몽(애니원, 챔프) - 진구 엄마(오진숙)
- 동글동글 해롱이(SBS) - 엄마
- 동쪽의 에덴(투니버스) - 아사코
- 듀얼 레전드 제로(재능TV) - 버킷맨
  - 듀얼 레전드 쇼크(재능TV) - 버킷맨
- 러브 콤플렉스(애니맥스) - 세이코
- 레고 프렌즈(니켈로디언)
- 레스톨 특수구조대(KBS) - 제이
- 로미오X줄리엣(애니맥스) - 허마이오니
- 마이씬 자메이카(투니버스) - 첼시
- 마크로스(SBS)
- 마하특급 델타트레인(KBS) - 아샤 / 체리
- 만능 수리공 매니(KBS) - 스퀴즈
- 말괄량이 삼총사(KBS) - 샘
- 무적 파워레인저(KBS) - 트리니(옐로우)
- 무카무카 파라다이스(KBS) - 도스도스
- 뭐하니, 패즈?(EBS) - 패즈
- 명탐정 코난(투니버스)  - 한가름(14기)
- 미르모 퐁퐁퐁(SBS) - 아르므 / 민서 엄마
- 미스 스파이더와 개구쟁이들(EBS) - 엄마
- 바람의 성흔(애니맥스)
- 벨과 마법의 성(KBS)
- 빨강머리 앤(KBS) - 루비 길리스 / 스테이시 선생님
- 삐까뽀 친구들(KBS) - 토스티 여사(토스터기) / 세라
- 사이버탐험대 쟈니퀘스트(KBS)
- 사이버 포뮬러 - 송미란
- 생쥐와 야옹이(SBS) - 파이블의 엄마
- 성탄절의 축구(KBS) - 윌 어머니 / 애니
- 셰익스피어 명작만화 - 몽테크리스토 백작(SBS) - 메르세데스
- 소년탐정 김전일 Original(챔프) - 타키가와 카호루
- 슈퍼소년 마이티 맥스(KBS) - 맥스 엄마
- 스페릭스(KBS) - 레아
- 신기한 스쿨버스(EBS) - 키샤
- 아따맘마 2023(브라보키즈) - 진주엄마
- 아따아따(투니버스) - 엄마
- 아장닷컴(KBS) - 소리
- 알라딘(KBS) - 요정
- 야! 러그래츠(EBS) - 디디
- 올림포스 가디언(SBS) - 피타아
- 외계인 붐(MBC)
- 요리킹 조리킹(KBS) - 미아미아
- 요술공주 밍키(SBS) - 마녀 브렌다(처음) / 간호사
- 욕심쟁이 오리아저씨(KBS) - 휴이
- 우당탕탕 두디두디(MBC 무비스) - 두디
- 우리는 우주(KBS)
- 우리사이 짱이야(KBS) - 반장
- 우주소년 아톰(SBS) - 엄마
- 우주용사 버즈(KBS)
- 울트라 B(투니버스) - 엄마
- 월레스와 그로밋(KBS) - 웬돌린('양털 도둑'편)
- 유니미니펫(SBS) - 고은비
- 유틸리티 파이터(SBS)
- 은하공주 디지캐럿(KBS) - 단팥빵 할머니
- 응까 소나타(MBC)
- 인형 보물섬(KBS) - 벤자미나
- 잃어버린 마법의 섬(투니버스) - 엄마
- 전설의 마법 쿠루쿠루(투니버스) - 니케
- 짱구는 못말려(SBS, 투니버스) - 채성아 / 한수지
- 채채퐁 김치퐁(KBS) - 뚜기
- 천사가 될거야(애니원) - 엄마
- 카드캡터 체리(SBS) - 샤오랑
- 카우보이 비밥(투니버스) - 메이파
- 캔디 캔디(KBS) - 제니(조지)
- 캡틴 테일러(SBS) - 아젤린 / 리사중위 / 사라
- 코드 로쿄(애니맥스) - 탈리아
- 탑블레이드(SBS) - 유리
- 특수요원 오소(디즈니채널) - 도티
- 티미의 못 말리는 수호천사(카툰네트워크) - 터너부인(엄마)
- 파워 퍼프 걸(SBS) - 버블
- 하늘이와 구름요정(애니원) - 벚꽃 할머니 / 벚꽃
- 홈런왕 강속구(KBS) - 외계인팀 홍일점
- 환상마을 토포토포(KBS) - 세라
- 치치래드(투니버스) - 앰블

### 극장용 애니메이션
- 게드전기 - 왕비
- 공주와 개구리 - 티아나의 친구
- 극장판 도라에몽: 진구의 보물섬 - 엄마
- 미니언즈
- 들장미 소녀 캔디 - 캔디
- 라푼젤 - 여왕
- 라따뚜이 - 손님
- 레이디 죠지 - 죠지
- 로봇 - 로드니의 엄마
- 로빈 훗 - 메리앤
- 루카 - 파구로 할머니
- 마다가스카(KBS) - 할머니
- 마계도시 - 유미
- 심슨가족 더 무비 - 불
- 무적로봇 레디우스 - 수미
- 뮬란 2 - 메이 공주
- 벅스 라이프 - 목소리 4#
- 브라더 베어 - 코다의 엄마
- 빨간 머리 앤: 그린 게이블로 가는 길 - 스펜스 부인
- 슈퍼배드 - 하티
- 아이스 에이지 - 암컷 나무늘보
- 아이스 에이지 4: 대륙 이동설 - 암컷 맘모스
- 엘라의 모험 2: 백설공주 길들이기 - 대모
- 잠자는 숲 속의 미녀 - 왕비
- 장화신은 고양이
- 짱구는 못말려 극장판: 어른 제국의 역습 - 미셸
- 주먹왕 랄프 2: 인터넷 속으로
- 카 - 더 킹의 아내
- 카 2 - 여왕(버네사 레드그레이브)
- 토이 스토리 - 앤디의 엄마
- 토이 스토리 2 - 앤디의 엄마
- 토이 스토리 3 - 앤디의 엄마, 트릭시
- 토이 스토리 4 - 앤디의 엄마, 트릭시
- 토틀리 스파이스
- 욤욤 공주와 도둑 - 욤욤 공주
- 포카혼타스 - 나코마
- 호튼 - 네드의 아내

### 드라마
- 《은하수》 (1996) (KBS1)
- 《하얀 민들레》 (1996~1997) (KBS1)
- 《초원의 빛》 (1997) (KBS1)
- 《모정의 강》 (1997~1998) (KBS1)
- 《너와 나의 노래》 (1998) (KBS1)
- 《당신》 (1999) (KBS1)
- 《누나의 거울》 (1999~2000) (KBS1)
- 《민들레》 (2000) (KBS1)
- 《약속》 (2000~2001) (KBS1)
- 《매화연가》 (2001) (KBS1)
- 《새엄마》 (2001~2002) (KBS1)

### 영화
- 시애틀의 잠 못 이루는 밤(KBS) - 여자(리타 윌슨) / 편의점 직원(라타냐 리차드슨) / 승객(메리 A. 켈리)
- 진주만(SBS) - 샌드라(제니퍼 가너)
- 도로시(KBS) - 모린 (루이즈 루이스) 외
- 화성아이, 지구아빠(KBS) - 티나(앤젤리카 휴스턴) / 에스터 (타야 캘리세토)
- 우주 전쟁(SBS) - 토틀러(에이미 라이언)
- 미스 포터(KBS) - 밀리 (에밀리 왓슨) 역
- 레알(SBS) - 메건의 엄마 / 맥시의 엄마
- 거북이도 난다(SBS) - 쉬르크 (아질 지바리 쉬르크) 역
- 꼬마 니콜라(KBS) - 엄마 (발리에리 르메르시) 역
- 챠이라이 미녀특공대(KBS) - 팬지 역
- 와사비(SBS) - 미코(사카이 유키)
- 할로우 맨(SBS) - 제니스 월튼 (메리 랜들) 역
- 해리포터와 마법사의 돌(SBS) - 네빌 롱바텀 (매슈 루이스) 역
- 터미네이터 3(SBS) - T-X의 희생자(캐롤린 헤네시) / 공군 연구원(헬렌 아이젠버그)
- 올 파이어드 업(SBS)
- 러브레터(SBS)
- 커럽터(SBS)
- 블레이드(SBS)
- 세상에서 가장 슬픈 유혹(SBS) - 이바 (서맨사 모턴) 역
- 저스트 라이크 헤븐(SBS) - 에바 (디나 워터스) 역
- 아마게돈(SBS) - 데니스 (주디스 호아그) 역
- 처음 만나는 자유(SBS) - 데이지 (브리트니 머피) 역
- 아이들의 훈장(KBS)
- 스타 워즈 에피소드 1: 보이지 않는 위험(KBS) - 슈미 (페르닐라 아우구스트) 역
  - 스타 워즈 에피소드 2: 클론의 습격(KBS) - 슈미 (페르닐라 아우구스트) 역 / 잼(리애나 월스먼) / 베루(보니 피에지)
- 슈가&스파이스(SBS)
- 스위트 노벰버(SBS)
- 꿈꾸는 아프리카(SBS)
- 케이 팩스(SBS) - 애비 (메리 마라) 역
- 스토리 오브 어스(SBS) - 에린 (콜린 레니슨) 역
- 애니 기븐 선데이(SBS) - 시네트 외
- 써클(SBS) - 나르게스 (바바라 드 보르톨리) 역
- 연지구(KBS) - 유초아 (주보의)
- 메트로(SBS)
- 매드맥스3(SBS)
- 왓 라이즈 비니스(SBS)
- 선택(SBS) - 주디스 (데브라 몽크) 역
- 이퀼리브리엄(SBS) - 메리 (에밀리 왓슨) 역
- 도망자(SBS) - 앤 이스트만 (줄리앤 무어) / 캐시 월룬드 박사(제인 린치)
- 사이렌스(SBS) - 에스텔라 캠피온 (타라 피츠제럴드) 역
- 라붐(SBS)
- 라붐2(SBS)
- 사운드 오브 뮤직(SBS) - 커트 (두안느 체이스) 역 / 소피아 수녀(마니 닉슨)
- 아트 오브 워(SBS)
- 데스티네이션(SBS)
- 형사 니코(SBS)
- 록키3(KBS) - 아드리안 (탈리아 샤이어) 역
- 카세일즈맨의 연애특강(SBS) - 릴라 (로리 페티) 역
- 은밀한 거래(KBS) - 가브리엘 (매기 스콧) 역
- 미스터리 알래스카(KBS) - 도나 (메리 맥코맥) 역
- 천방지축(KBS) - 전조 약혼녀 역
- 막을 올려라(KBS) - 벨린다 (메릴루 헨너) 역
- 할리우드 박사(KBS) - 낸시 (브리짓 폰다) 역
- 이브닝(KBS) - 니나 (토니 콜렛) 역 / 라일라의 엄마(글렌 클로즈)
- 야마카시 2(KBS) - 수 (엘로디 영) 역
- 미이라(KBS) - 에블린 (레이철 바이스) 역
  - 미이라2(KBS) - 에블린 (레이철 바이스) 역
- 천장지구2(KBS) - 소청 (오천련) 역
- 조지 오브 정글(KBS) - 우르슬라 (레슬리 만) 역
- 역(KBS) - 기리코 (바이쇼 치에코) 역
- 비상근무(KBS) - 콘스탄스 (메리 베스 허트) 역
- 크리스마스 캐럴(KBS) - 에밀리 역
- 무간도2 - 혼돈의 시대(KBS) - 예영효의 누나(혜영홍) / 메리(조송여) 역
- 어둠속의 댄서(KBS) - 린다 (카라 시모어) 역
- 언브레이커블(KBS) - 판매원(조한나 데이)역
- 책상 서랍 속의 동화(KBS) - 반장(장민산)
- 한 여름밤의 미소(KBS) - 샬롯 말콤 백작 부인(마르짓 칼크비스트) 역
- 식스티 세컨즈 (SBS) - 차량국 직원(알렉산드라 발라후티스)
- 대사건(KBS) - 경찰 홍보 담당(소미기), 아나운서 외
- 시간 여행자의 아내(KBS) - 샤리스 (제인 매클레인) 역 / 도서관 직원(칼리 스트리트)
- 해리포터와 비밀의 방(SBS) - 모우닝 머틀 (셜리 핸더슨) / 지니 (보니 라이트) 역
- 레터스 투 줄리엣(KBS) - 이자벨 (루이자 라니에리) 역
- 하와이, 오슬로(KBS) - 돌테 (키얼스티 이브닉) / 안키 역
- 파이터(KBS) - 어머니 역
- 컴퓨터 용사 트론(KBS)
- 셰리 베이비(KBS) - 리넷 (브리짓 바칸) 역
- 백 투 더 퓨처(KBS)
- 울어야 사는 여자(KBS) - 세실 (샤메인 센테네라) 역
- 기사 윌리엄(KBS)
- 못말리는 서스펙트(KBS) - 게일 (보니 헌트) 역
- 카풀(KBS) - 첼시 (콜린 레니슨) 역
- 크로우3(KBS)
- 페이스 오프(KBS)
- 스튜어트 리틀(KBS)
- E.T.(KBS)
- 제리 맥과이어(KBS) - 캐시(안젤라 고덜즈) / 항공 승무원(레슬리 업슨) / 로렐의 친구(켈리 코필드 파크)
- 로봇인간 칩(KBS) - 그레이 박사 (디 영) 역
- 스트레이트 스토리(KBS)
- 죽은 시인의 사회(KBS) - 크리스 (알렉산드라 파워스) 역
- 패컬티(KBS) - 브루멜 (수전 윌리스) 역
- 영광의 대가(KBS) - 리타 역
- 뉴튼 보이즈(KBS) - 아비스(클로 웹)
- 맨 인 블랙(KBS) - 베아트리스(셔반 팰런 호건)
- 사이더 하우스(KBS) - 로즈 (에리카 바두) 역
- 캠퍼스 대소동(SBS) - 다이애나 (알리사 밀라노) 역
- 슈퍼맨3(SBS)
- 물의 무게(KBS) - 카렌 (카트린 카틀리지) 역
- 스몰 솔저(KBS)
- 쉬즈 올 댓(KBS) - 엄마 역
- 15분(KBS) - 다프네(베라 파미가)
- 캐스트 어웨이(KBS) - 그웬 (비브카 데이비스) 역
- 참새들의 합창(KBS) - 나지스 (마리엄 악바리) 역
- 머더 바이 넘버(SBS) - 저스틴의 엄마(크리스틴 힐리)
- 꼬마돼지 베이브(SBS) - 베이브 (크리스틴 카바나) 역
- 결혼하고도 싱글로 남는 법(KBS) - 루이스의 동생(마리 아멜르 드기)
- 썬더볼트(SBS) - 겐야(에구로 마리에)
- 프레시디오(SBS)
- 버추얼 웨폰(KBS) - 애림과 애군의 엄마(포기정) / 직원
- 마이키 이야기(SBS)
- 코리나 코리나(SBS) - 제니 데이비스 (웬디 크루슨) 역
- 경마장의 비밀(SBS) - 사이드 모스 (신디 로퍼) 역
- 첨밀밀(KBS) - 고모(저혜하)
- 분노의 목격자(SBS) - 에릭 (제레미 렐리어트) 역
- 인사이더(KBS) - 샤론 (린제이 크루즈) 역
- 클리프 행어(SBS) - 제시 (제닌 터너) 역
- 프레데터(SBS) - 안나 (엘피디아 칼리로) 역
- 갈매기의 꿈(KBS) - 갈매기
- 에어포트(KBS) - 제레로 부인(모린 스태플튼) 역
- 나의 그리스식 웨딩(KBS) - 헤리엇 밀러(피오나 레이드) 역
- 스티븐 킹의 토미노커스(KBS)
- 컬러 퍼플(KBS) - 스퀘이크(레이 돈 총)
- 병 속에 든 편지(KBS) - 리나(일레나 더글라스) / 헬렌(로즈마리 머피) / 애니(패트리샤 벨커)
- 쌍둥이 대소동(KBS)
- 그린 존(KBS) - 로리 데인(에이미 라이언) 역
- 피막(KBS) - 술집 아줌마
- 잭 프로스트(SBS)
- 뉴욕 세 남자와 아기(KBS)
- 남편이 어려졌어요(KBS) - 줄리(군다 애버트)
- 로마의 휴일 [1988년 더빙판] (KBS)
- 더 캣(SBS) - 몸 (켈리 프레스턴)
- 에이스 벤츄라(SBS) - 멜리사 (커트니 콕스)
- 아이언 이글(SBS) - 케이티(멜로라 하딘)
- 쿨러닝(KBS) - 데리스의 여동생(베티나 마코리)
- 은하수를 여행하는 히치하이커를 위한 안내서(KBS) - 깊은 생각(헬렌 미렌)
- 메리 포핀스 리턴즈 - 풍선장수 할머니(안젤라 랜즈베리)
- 굿바이 뉴욕 굿모닝 내 사랑(SBS) - 보니(헬렌 슬레이터)
- 사막의 천사 제씨(KBS) - 매기(에이미 맥켄지)
- 비둘기가 날 때(KBS) - 실라(데이나 로즈메리 스캘런)
- 스트라이킹 디스턴스(KBS) - 킴리(조디 롱)
- 행복했던 여자(KBS)
- 39계단(KBS) - 조던의 딸(엘리자베스 잉글리스) / 하녀(페기 심슨)
- 성룡의 시티헌터(SBS) - 시즈코(고토 쿠미코)
- 로보캅 3(KBS) - 앤 루이스(낸시 알렌)
- 샹치와 텐 링즈의 전설 - 케이티의 엄마(조디 롱)

### 외화
- 닥터후(KBS) - 프랜시스 존스(아됴아 안도)
- 로마(SBS) - 세르빌리아 (린지 덩컨)
- 업보(KBS) - 나탈리
- 미스트리스 - 위험한 연인들(KBS) - 트루디 멀로이(섀런 스몰)
- 컴퓨터 특공대(SBS)
- 신드바드(KBS) - 헬렌 (피선 버게스)
- 리얼 휴먼(KBS) - 마리아 (제니 실퍼헬름) / 베아트리스(마리에 로베르트손)
- 최후의 카테고리 7(KBS) - 게일(수키 카이저)
- 어스시의 마법사(KBS) - 코실(재니퍼 캘버트)

### 방송
- 퀴즈탐험 신비의 세계(KBS) - 1992년 4월 30일 출연

### 라디오
- 《환타지 특급 - 데로드 앤드 데블랑》(KBS) - 모라이티나
- 《KBS 무대 10년》(불효시대)(KBS)
- 《KBS 무대 10년》(빈가지 위에 눈꽃이 피다)(KBS)
- 《KBS 무대 10년》(나무꾼의 아내)(KBS)
- 《연속낭독》(마흔에서 아흔까지)(KBS)

### 게임
- 소녀 마법사 레네트 - 코코토

## 같이 보기
- 한국방송 성우극회